# Pedro Barahona de Lemos
Pedro Nuno Pereira Barahona de Lemos (Lisboa, 19 de Fevereiro de 1943) é um escritor e médico português. 

## Biografia
Licenciou-se em Medicina e Cirurgia pela Universidade de Lisboa aos 24 anos de idade e fez posteriormente a sua aprendizagem de Ortopedia nos Hospitais Civis de Lisboa.
Contudo, nem só como médico se distinguiu, em 2000 vê as suas ideias serem reconhecidas nos Estados Unidos, ao ser eleito como uma das 500 pessoas marcantes de 2000 pela associação Global 500, já que em 1998 vê a sua bibliografia publicada pelo Who's Who in The World.
Para além de médico, Pedro Barahona de Lemos dedica-se à Música Sinfónica, com especial realce para Beethoven e ao estudo do Cristianismo primitivo, tema sobre o qual escreveu O Príncipe da Luz e Vidas Cruzadas, publicados pela Difel e também Todos Somos Lázaro, publicado pela Palimage.
Foi casado com Maria da Graça Crespo Queiroz de Barros (Lisboa, 20 de Abril de 1943) com quem teve quatro filhos. Destes quatro filhos teve onze netos aos quais dedicou o seu primeiro livro Os Sete Céus: Maria, Miguel Maria, Duarte Maria, Gonçalo Maria, Pedro Maria, Maria do Carmo, Lourenço Maria, Maria Madalena, Pedro Nuno, Vasco Maria e Constantino.
Filho de Maria Manuela Ferrão Cordeiro Pereira (Lisboa, 5 de Maio de 1922) e de Humberto Luís Barahona de Lemos (Lisboa, 23 de Janeiro de 1919 — Lisboa, 12 de Janeiro de 2005) é o mais velho de três irmãos.
Actualmente está casado pela segunda vez com D. Ana Mafalda da Cunha José de Mello (Lisboa, 20 de Agosto de 1947).

## Obra
Em 1995, Pedro Barahona de Lemos junta todos os poemas que escreveu ao longo dos anos e faz um livro chamado Retrato que se recusa a publicar por ser apenas da sua intimidade. Em 2012 escreveu um outro livro, não publicado, sobre os seus netos e vida privada. Contudo já publicou cinco livros que estão à venda:
- 1995 - Retrato (não publicado)
- 2002 - Os Sete Céus[2]
- 2004 - O Príncipe da Luz[3]
- 2007 - Vidas Cruzadas[4]
- 2011 - Todos Somos Lázaro[5]
- 2012 - Vozes de Primavera (não publicado)
- 2013 - O Rei Sem Coroa (Recriando Beethoven)[6]
- 2015 - Águas Passadas (não publicado)

## Curiosidades
Em Junho de 2012 o professor catedrático e escritor Fernando Branco publicou um livro chamado Cristóvão Colon Nobre Português em que defende que Cristóvão Colombo era na verdade português e que o seu verdadeiro nome era Pero de Ataíde mais conhecido historicamente por Pedro de Ataíde, o Inferno. Segundo o autor, este teria mudado o nome para Cristóvão Colombo após ter sido dado como morto num naufrágio, sendo que isto ocorre na altura em que se ouve pela primeira vez falar de Cristóvão Colombo.
No livro o autor aprofunda vários factos que levam o leitor a crer que Cristóvão Colombo era de facto o navegador Pero de Ataíde. No livro de 485 páginas, o autor refere na página 270 que o descendente directo de Cristóvão Colombo é Pedro Nuno Pereira Barahona de Lemos por Pero de Ataíde ser um antepassado seu.